# Boscos de Hara

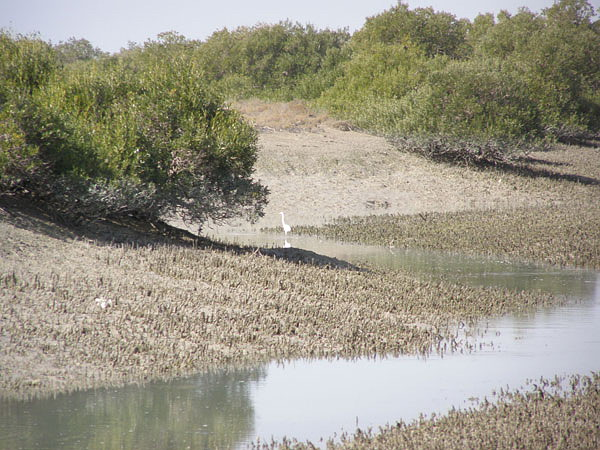
Boscos Hara

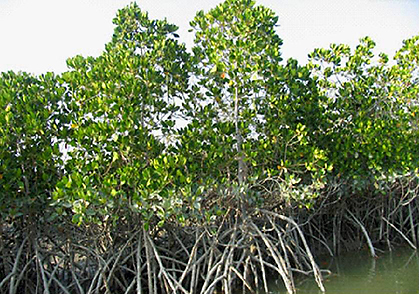
Boscos Hara a Qeshm

Els Manglars de Qeshm o Boscos Hara de Qeshm és el nom comú pels boscos de manglars situats al litoral sud de l'Iran, particularment prop de l'illa de Qeshm en el Golf Pèrsic. Aquest manglars estan dominats per l'espècie Avicennia marina, la qual localment és coneguda com a arbre "hara" o "harra", aquests boscos representen un important recurs ecològic. La "Zona Protegida d'Hara" a Quesm i la terra continental propera són una reserva de la biosfera on l'ús comercial està restringit per a la pesca i limitada la tallada del manglar.
Avicennia marina, fa de 3 a 8 metres d'alt i és un planta que resisteix força l'aigua salada marina. Les llavors cauen a l'aigua i són transportades per les onades del mar.
Les fulles serveixen de farratge i les arrels són aèries

## Extensió
El bosc d'Hara cobreixen una superfície aproximada de 20 x 20 km, amb molts canals de marea. L'any 1972 es va establir la Zona Protegida d'Hara per tal de conservar les condicions adequades per a mantenir aquests boscos.
La zona és un hàbitat principal per a ocells migradors, incloent els flamencs, en la temporada freda i també molts tipus de rèptils i de peixos.